# Jakob Ahrer

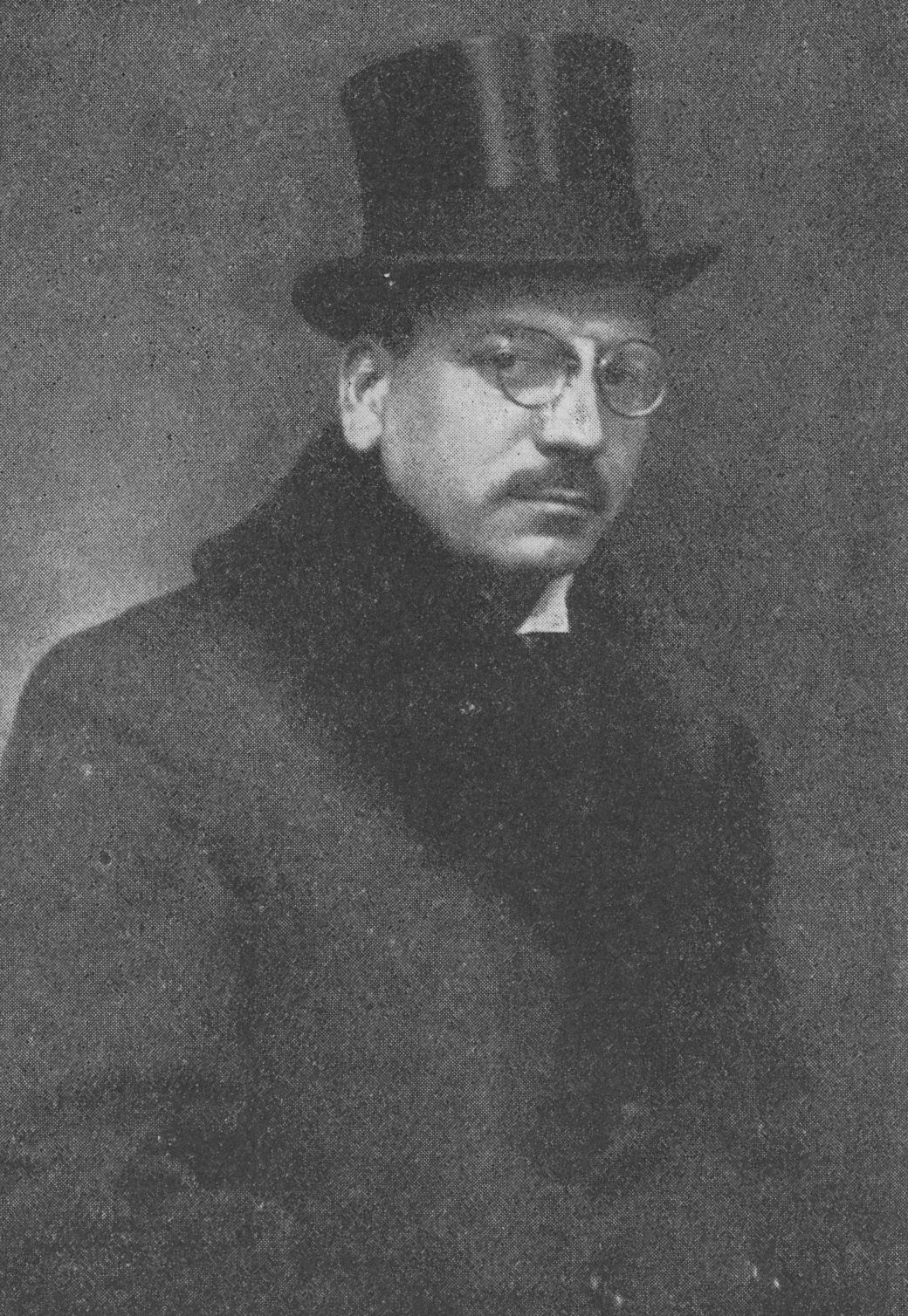
Jakob Ahrer, um 1924

Jakob Ahrer (* 28. November 1888 in Sankt Stefan ob Leoben, Österreich-Ungarn; † 31. März 1962 in Wien) war ein österreichischer Rechtsanwalt und Politiker (CS). 

## Leben

### Landeshauptmann-Stellvertreter
Jakob Ahrer, der Sohn eines Försters, hatte in Graz Jus studiert und im Ersten Weltkrieg als Offizier der k.u.k. Armee gedient. Während seines Studiums wurde er Mitglied der katholischen Studentenverbindung KÖStV Traungau Graz sowie später auch der KÖStV Babenberg Graz, beide damals im CV, ab 1933 im ÖCV. Er wurde in der ersten republikanischen Landesregierung der Steiermark, die von Wilhelm Kaan angeführt wurde und von 6. November 1918 bis 27. Mai 1919 amtierte, als Vertreter der Christlichsozialen Partei Landesrat (Regierungsmitglied).
In den folgenden drei Regierungen von Landeshauptmann Anton Rintelen war er vom 27. Mai 1919 bis 1. Dezember 1924, in einer Zeit der Wirtschaftskrise und starker Inflation mit den dadurch entstandenen sozialen Problemen, Streiks, Demonstrationen und Drohungen gegen die Regierung, Landeshauptmann-Stellvertreter der Steiermark. Ahrer galt als Verbindungsmann zwischen Industrie und Heimwehren, an deren Aufbau er sich beteiligte, und zu den Großdeutschen, hatte aber auch gute Verbindungen zu den steirischen Sozialdemokraten, mit deren Landesräten er öfter als „Krisenfeuerwehr“ auszurücken hatte, um zur Gewalt neigende Demonstranten zu beruhigen. Er war als Freund von Viktor Wutte bekannt, der in der steirischen Wirtschaftspolitik großen Einfluss hatte.

### Finanzminister
In seine Amtszeit als Finanzminister in der ersten  Bundesregierung Ramek (20. November 1924 bis 15. Jänner 1926), einem Koalitionskabinett der Christlichsozialen mit den Großdeutschen, fiel der zweite Teil der  Währungsreform, deren erster Teil vor seiner Amtszeit vom damaligen Bundeskanzler Ignaz Seipel entschieden worden war: die Umstellung auf den Schilling.
Seipel hatte 1922 in den Genfer Protokollen eine internationale Anleihe der Völkerbund-Staaten für Österreich vereinbart. Sie wurde großteils von Großbritannien, Frankreich, Italien und der Tschechoslowakei garantiert; weitere Mitgliedstaaten des Völkerbundes konnten dem Abkommen beitreten. Die Garanten wollten den totalen Zusammenbruch der österreichischen Volkswirtschaft verhindern, der die europäische Stabilität stark beeinträchtigt hätte. Österreich musste als Sicherheit seine Einnahmen aus Zöllen und aus dem Salz- und Tabakmonopol verpfänden. Der verfassungsändernde Vertrag wurde von den Sozialdemokraten im Parlament zwar nicht zu Fall gebracht, aber intensiv in ihrer Polemik gegen die Regierung genützt.
Der Kredit und Seipels Zusage, kein zusätzliches Papiergeld zu drucken, stabilisierten den Kurs der Krone; die Beträge, in denen zu rechnen war, waren aber infolge der vorangegangenen Inflation unhandlich hoch. Ahrer hatte nun im Parlament das Schillingrechnungsgesetz einzubringen, dem zufolge die Krone 1925 zum Kurs 10.000 : 1 durch den neuen Schilling ersetzt wurde.
In den Genfer Protokollen von 1922 war der starke Einfluss, den sich der Völkerbund in diesem Zusammenhang auf das Staatsbudget vorbehielt, festgelegt: Der bis Juli 1926 in Wien tätige Generalkommissär Alfred Rudolph Zimmermann, den die Garanten des Kredits bestellt hatten, konnte dem Finanzminister praktisch Anweisungen erteilen. Ahrer beschrieb dies später so: Natürlich war ich immer wieder gezwungen, Bittgänge zum Generalkommissär, der letzten Endes über unserem eigenen Gelde wachte, zu unternehmen. Mit Einführung der Schillingwährung betrieb die Regierung konsequente Hartwährungspolitik, was dem Schilling bald den Spitznamen Alpendollar eintrug.

### Ausscheiden aus der Regierung
Ahrer bereitete im Herbst 1925 ein wirtschaftspolitisches Programm vor, verabsäumte es aber, in seiner eigenen Partei außerhalb der Steiermark Verbündete dafür zu gewinnen. Er wollte die staatliche Wirtschaftslenkung im Einvernehmen mit den Sozialdemokraten verstärken, um die hohe Arbeitslosigkeit (für Februar 1926 wurden 300.000 Arbeitslose erwartet) zu reduzieren. Dazu sollte bis ins Detail in wirtschaftliche Entscheidungen eingegriffen werden können; er schlug ein Lenkungsgremium vor, das aus dem tagespolitischen Streit möglichst herausgehalten werden sollte. (Dazu wäre eine Verfassungsänderung nötig gewesen.)
Ahrer isolierte sich mit seinem fast geheimen Programm weitgehend; die Entwürfe waren von  steirischen Volkswirtschaftsexperten geliefert worden. Die wenigen Entscheidungsträger in Wien, die sein Projekt kannten, hielten es für überstürzt und undurchführbar. Die Wiener Tageszeitung Neue Freie Presse fürchtete, man könne in die halbsozialistische Zeit unmittelbar nach dem Krieg zurückfallen, vor allem dürfe man aber ein Wirtschaftsprogramm nicht überhasten und müsse es ausgiebig diskutieren. Dass Ahrer die Opposition von vornherein einbinden wollte, fand keinen Beifall.
Ahrer, dem wirtschaftspolitische Erfahrung ebenso fehlte wie parteipolitische Taktik, gab nun auf. Als der Nationalrat nach dem tags zuvor erfolgten Rücktritt des Kabinetts Ramek am 15. Jänner 1926 eine neue Regierung, wieder mit Ramek an der Spitze, wählte, stand Ahrer (ebenso wie Außenminister Heinrich Mataja) nicht mehr auf dem Wahlvorschlag der Christlichsozialen.
Seipel erklärte dazu tags darauf in einer Rede, Ahrer gehe wieder in die Steiermark zurück, um dort, wie vor seiner Ministerschaft, in der Partei und im Landtag zu arbeiten. Wir werden ihn wieder rufen, wenn einmal daran zu denken ist, unsere Wirtschaft nach einem großen System umzugestalten.

### Bankenprobleme
Während seiner Tätigkeit als Finanzminister war Ahrer durchgehend mit Banken konfrontiert, die in größten Problemen steckten und sich, wenn sie sich die Unlösbarkeit dieser Probleme im eigenen Bereich eingestehen mussten, um staatliche Hilfe ansuchten. Im klein gewordenen Österreich bestand ein verhältnismäßig großer Bankensektor mit wenigen sehr großen Instituten, die in den Nachfolgestaaten umfassende Geschäftsbeziehungen pflegten und daneben vielen sehr kleinen und kapitalschwachen Bankhäusern. Einige hatten sich durch riskante Spekulationsgeschäfte und daraus entstandene Verluste in eine kritische Lage gebracht. Ahrer bemühte sich nach eigener Aussage, die hohe Zahl der Banken durch Zusammenlegungen zu reduzieren. Auf Drängen des Finanzministers wurden den Christlichsozialen nahestehende, in Schwierigkeiten befindliche Finanzinstitute wie die niederösterreichische Bauernbank oder die Steirerbank der von Wutte kontrollierten Centralbank der deutschen Sparkassen aufgebürdet. Ahrer ging bei solchen Aktionen, wie er betonte, stets im Einvernehmen mit Bundeskanzler Ramek vor. Auch nach seinem Rücktritt nahm er an diversen Besprechungen mit Spitzenpolitikern und -managern zu diesem Thema teil.
Fünf Monate nach Ahrers Rücktritt war die Centralbank konkursreif und musste Anfang Juli 1926 von der Regierung Ramek aufgefangen werden. Im September 1926 wurde der Postsparkassenskandal öffentlich: Die staatliche Anstalt war infolge von Spekulationsgeschäften, mit denen sie Inflationsverluste vermeiden wollte, und durch „Hilfsaktionen“ für illiquide Privatbanken in schwerste, existenzbedrohende Verluste geraten. Ahrer hielt sich ab Herbst 1926 in New York und Havanna auf: Der Abwesende diente auch Parteifreunden als Sündenbock. Er soll es dem Spekulanten Siegmund Bosel, welcher der PSK enorme Summen schuldete, als Finanzminister ermöglicht haben, einen Großteil seines restlichen Vermögens offiziell in die Schweiz zu transferieren und in Österreich nur mehr Schulden zu haben. Ahrer bestritt diese Vorwürfe später vehement.

### Versuch der Auswanderung
Ahrer steckte damals, wie er in seinen Memoiren schrieb, beruflich und privat in einer Krise. Vom überaus viel beschäftigten Finanzminister wieder zum wenig gefragten Landtagsabgeordneten und Rechtsanwalt in Graz abgestiegen zu sein, machte ihm anscheinend schwer zu schaffen. Außerdem hatte er sich in eine Frau verliebt, für die er Gattin und Kinder zu verlassen bereit war. Um sich dieser Krise zu entziehen, kam er auf die Idee, in der Neuen Welt eine neue Existenz zu gründen und machte sich Ende September 1926 per Bahn und Schiff auf die Reise. (Ahrer legte später Wert auf die Widerlegung der Kritik, er sei geheim abgereist; das Außenministerium habe seinen Pass ausgestellt.) Obwohl ihm die österreichischen Generalkonsuln in New York und Havanna sehr behilflich waren, musste Ahrer einsehen, dass man als österreichischer Jurist, der gerade erst Englisch lernt, in Amerika nicht gefragt ist. Außerdem beschwor ihn der Wiener Polizeipräsident und zeitweilige Bundeskanzler Johann Schober, mit dem er sich sehr gut verstand, brieflich, zu Frau und Kindern zurückzukehren. Seine Frau, die laut Schober immer gegen infame Kritik an Ahrer gekämpft hatte, fühlte diesbezüglich bei führenden Christlichsozialen vor.
Am 24. März 1927, einen Monat vor der Nationalratswahl, somit mitten im Wahlkampf und zu einem politisch ungelegenen Zeitpunkt, kam Ahrer kurz nach Wien, gab hier einige Zeitungsinterviews und reiste dann wieder in die Schweiz ab, wo er bei Freunden wohnte und arbeitete. Seine dauerhafte Rückkehr nach Österreich erfolgte erst später.

### Rückkehr
Am 28. September 1927 wurde berichtet, Ahrer habe seine Auswanderungspläne aufgegeben. Er lebte noch einige Zeit bei Verwandten in der Schweiz und wurde nach der definitiven Rückkehr nach Österreich, deren Datum nicht erfasst ist, zu seiner Amtstätigkeit nicht mehr befragt: Der Staat hatte nach dem Wiener Justizpalastbrand vom 15. Juli 1927, bei dem die gewaltsame Auflösung einer Demonstration durch die Polizei rund 90 Menschenleben kostete, andere Sorgen.
1930 publizierte Ahrer eine großteils 1928 geschriebene Rechtfertigung seiner politischen Tätigkeit (Diese Blätter wollen niemanden verletzen, nur der Wahrheit die Ehre geben). Das mit 20. November 1930 datierte Schlusswort schließt mit dem Satz: Man bringe endlich die Menschlichkeit und den Takt auf, mir den Rückzug aus der Sensationssphäre, die nicht ich geschaffen habe, zu ermöglichen.
In der Folge spielte Ahrer keine politische Rolle mehr und war nur mehr als Rechtsanwalt tätig.

## Eigenes Werk
- Dr. Jacob Ahrer: Erlebte Zeitgeschichte, Michael Winkler Verlag, Wien / Leipzig 1930, 308 S.